# Joué-l'Abbé
Joué-l'Abbé é uma comuna francesa na região administrativa do País do Loire, no departamento de Sarthe. Estende-se por uma área de 10.39 km². Em 2010 a comuna tinha 1 293 habitantes (densidade: 124,4 hab./km²).